# اللغة الدرية
اللغة الدَّرِيَّة (زَبانِ دَری، وتعني حرفيًّا لغة المحكمة) أو اللغة الفارسية الأفغانية هي اللغة الفارسية المحكية في أفغانستان. تشتمل أبجديتها على سبعة وثلاثين حرفا:
ا 	ب 	پ 	ت 	ث 	ج 	چ 	ح 	خ 	د	ذ 	ر 	ز 	ژ 	س 	ش 	ص 	ض 	ط 	ظ 	ع 	غ 	ف 	ق 	ک 	گ 	ل 	م 	ن 	و 	ھ 	ء 	ی . كما تشكل بالهمزة وخمس حركات هي: الفتحة، الكسرة، الضمة، السكون والتشديد.

## تصنيف
بالنظر إلى عدم وجود معايير مُتَّفقٍ عليها عالمياً للتفريق بين اللغات واللهجات فإن الكثير من الأكاديميّين والباحثين يختلفون حول الوضع اللغوي والتاريخي والاجتماعي للدارية. ومع أن هناك عدة مبادئ للتفريق بين اللغات واللهجات، فإن نتائجها كثيراً ما تكون متناقضة وغير متناغمة أو واضحة. تتراوح الدري من اللهجة العامية المتحدثة بين الناس، إلى الدرية الإريانية الفارسية. وبناءً على ذلك فإن الدرية تُصنَّف عموماً كإحدى أشكال اللغات الفارسية القديمة، ويعتبر أن لها لهجاتها الخاصَّة بها، بسبب تشابه القواعد الأساس بين الدرية الأفغانية والفارسية الإيرانية، المتكلمين من اللغتين يمكن عادة ان يفهم بعضهم بعضا على مستوى أساسي، إذا امتناع كلا الجانبين عن استخدام المفردات المتخصصة. بعض اللغويين يعول عليها باعتبارها جزءا من نظام نفس مجموعة اللغات، ويؤكدون أنهم يعتبرون لغتين مختلفتين لأسباب اجتماعية وسياسية، شقيقة الفارسية والطاجيكية والكردية.
كما تُصنَّف أحياناً كلغة ارية منفصلة، بنفس الطريقة التي تكون فيها اللغة النرويجية قريبةً للغة الدنماركية لكن منفصلةً عنها مثلا.

## الاختلاف
أدى النقص الذي تعاني منه السويد في المترجمين الفوريين للغة الدرية المتداولة في أفغانستان، إلى الالتجاء لمترجمي اللغة الفارسية القريبة بعض الشيء من الدري، مما أدى إلى ارتكاب العديد من الأخطاء في حق الأفغان.
أغلب الهفوات حصلت لدى مصلحة الهجرة، التي تستعين بمترجمين يتحدثون اللغة الفارسية ينحدرون من إيران، بحكم أن لغة الدري تنتمي لنفس عائلة اللغات الفارسية، وقريبة منها بعض الشيء. لكن هذا الحل الذي تقدم عليه مصلحة الهجرة تسبب في حرمان العديد من الأشخاص من حق اللجوء، بسبب سوء فهم لغة الأفغان وثقافتهم والبيئة التي ينحدرون منها.
أندش سوندكفيست رئيس مكتب الاستشارة القانونية لشؤون اللجوء واللاجئين، قال إنهم لاحظوا في بعض المرات سوء فهم بين المترجم وطالب اللجوء. وأضاف بالقول «هذه مشكلة كبيرة لأن هناك عدد كبير من طالبي اللجوء الأفغان يقصدون السويد في الفترة الراهنة ويجب إيجاد مترجمين خاصين باللغة الدرية كلغة مستقلة».